# Charles Stuart-Wortley (1er baron Stuart de Wortley)
Charles Beilby Stuart-Wortley, 1er baron Stuart de Wortley (15 septembre 1851-24 avril 1926), est un homme politique conservateur britannique qui siège à la Chambre des communes de 1880 à 1916, peu de temps avant d'être élevé à la pairie. Il est sous-secrétaire d'État au ministère de l'Intérieur en 1885–1886 et 1886–1892 dans les administrations conservatrices dirigées par Lord Salisbury.

## Jeunesse et éducation
Membre de la famille Stuart dirigée par le marquis de Bute, il est le fils de James Stuart-Wortley, le plus jeune fils de James Stuart-Wortley (1er baron Wharncliffe), fils de James Stuart-Wortley-Mackenzie, deuxième fils du Premier ministre John Stuart (3e comte de Bute). Sa mère est Jane Stuart-Wortley (née Lawley). Il fait ses études à Rugby et au Balliol College d'Oxford et est admis au barreau d'Inner Temple en 1876. Il est secrétaire de la Commission royale sur la vente des avantages de 1879 à 1880.

## Carrière politique
En 1880, Stuart-Wortley est le premier conservateur à être élu député de Sheffield et lorsque cette circonscription est supprimée en vertu de la Redistribution of Seats Act 1885, il est élu aux élections générales de 1885 comme député de la nouvelle circonscription de Sheffield Hallam. Il sert sous Lord Salisbury en tant que sous-secrétaire d'État au ministère de l'Intérieur entre 1885 et 1886, puis de 1886 à 1892. En 1896, il est admis au Conseil privé. Il démissionne de la Chambre des communes le 16 décembre 1916 et en 1917, il est élevé à la pairie en tant que baron Stuart de Wortley, de la ville de Sheffield.

## Vie privée
Il épouse Béatrice, fille de Thomas Adolphus Trollope et Theodosia Trollope (et nièce de l'auteur Anthony Trollope), en 1880. Béatrice meurt en juillet 1881 et Stuart épouse en secondes noces Alice Sophia Caroline Millais (1862-1936), fille de l'artiste John Everett Millais. Connue dans sa famille sous le nom de Carrie, elle et son mari partagent un intérêt pour la musique, jouant des concertos de Grieg et Schumann sur deux pianos à queue chez eux. Parmi ses amis se trouvent le critique d'art Claude Phillips, le mécène des arts Frank Schuster, Lady Charles Beresford et le compositeur Edward Elgar de qui est connue comme Alice et «Windflower».
Il est décédé en avril 1926, à l'âge de 74 ans, et la baronnie s'éteint.
En octobre 1920, le Great Central Railway donne le nom de Lord Stuart of Wortley à l'une de leurs locomotives express 4-6-0 nouvellement construites, no. 1168 de la classe 9P (classe LNER B3). Il porte le nom jusqu'au retrait en septembre 1946,.